# Mark 83
Тысячефунтовая бомба (англ. 1,000-pound bomb, флотский индекс Mark 83) — американская оперённая авиационная бомба, позволяющая использование как в качестве неуправляемого боеприпаса, так и высокоточного боеприпаса при условии оснащения её лазерной системой наведения (в таком варианте конфигурации соответствует определению УАБ). Средняя потребность ВМС США в бомбах указанной серии составляет около семи тысяч бомб в год.

## История разработки
Разработана в США в 1950-х годах.

## Техническое описание
Является одной из серии авиабомб, находящийся в настоящее время на вооружении ВВС США. Имеет номинальный вес 460 кг, но её фактический вес может колебаться в зависимости от модификации. Корпус изготавливается из металла. Он заполнен 202 кг взрывчатки Tritonal. МК 83 применяется с установкой систем лазерного наведения GBU-16, GBU-32 в качестве управляемого высокоточного боеприпаса.

## Задействованные структуры
- Корпус бомбы — American Manufacturing Company of Texas, Форт-Уэрт, Техас;[4][5][6]
- Хвостовое оперение — General Tire & Rubber Co., Манси, Индиана;[7] Metal Engineering Corp., Гринвилл, Теннесси;[5]
- Подвесной узел — Metal Engineering Corp., Гринвилл, Теннесси;[6]
- Система наведения — Texas Instruments, Inc., Даллас, Техас;
- Предохранительно-исполнительный механизм DSY-30 — ISC Defense Systems, Inc., Ланкастер, Пенсильвания;[3]
- Алюминиевая пудра (компонент ВВ) — Aluminum Company of America, Рокдейл, Техас;[8]